# Творичевка (Мозырский район)
Творичевка (бел. Тварычаўка) — деревня в Криничном сельсовете Мозырского района Гомельской области Республики Беларусь.
На юге и востоке граничит с лесом.

## География

### Расположение
В 18 км на юг от Мозыря, 9 км от железнодорожной станции Козенки (на линии Калинковичи — Овруч), 151 км от Гомеля.

### Гидрография
На севере и востоке небольшие водоёмы.

## Транспортная сеть
На автодороге Мозырь — Новая Рудня. Планировка состоит из 2 коротких улиц, близкой к меридиональной ориентации, которые на юге соединяются в одну. Застройка двусторонняя, деревянная, усадебного типа.

## История
По письменным источникам известна с XVI века как село в Мозырском повете Минского воеводства Великого княжества Литовского. Согласно попису армии ВКЛ 1567 года поместье Творичев должен был выделять своих ополченцев для формирования вооружённых отрядов ВКЛ. После 2-го раздела Речи Посполитой (1793 год) в составе Российской империи. В 1917 году в Михалковской волости Мозырского уезда Минской губернии.
В 1931 году жители вступили в колхоз. Действовала начальная школа (в 1935 году — 71 ученик). Во время Великой Отечественной войны 14 жителей погибли на фронте. Согласно переписи 1959 года центр колхоза имени Ф. Э. Дзержинского. Работали клуб, библиотека, фельдшерско-акушерский пункт, детский сад, отделение связи, магазин.

## Население

### Численность
- 2004 год — 103 хозяйства, 303 жителя.

### Динамика
- 1795 год — 5 дворов.
- 1897 год — 29 дворов (согласно переписи).
- 1917 год — 169 жителей.
- 1925 год — 35 дворов.
- 1959 год — 153 жителя (согласно переписи).
- 2004 год — 103 хозяйства, 303 жителя.

## Известные уроженцы
- С. П. Ракицкий — комиссар 99-й Калинковичской партизанской бригады Полесской области.